# Caterina de Saxa-Lauenburg

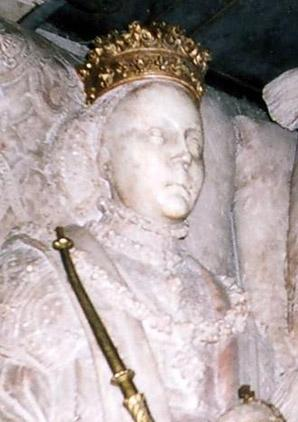
Caherina de Saxa-Lauenburg

Caterina of Saxa-Lauenburg (suedeză Katarina av Sachsen-Lauenburg; 24 septembrie 1513 – 23 septembrie 1535) a fost prima soție a regelui Gustav I al Suediei și regină consort a Suediei din 1531 până la moartea ei în 1535.

## Biografie
S-a născut la Ratzeburg ca fiica lui Magnus I, Duce de Saxa-Lauenburg și Catherine, fiica lui Henric al IV-lea, Duce de Brunswick-Lüneburg.
Regele Gustav s-a căsătorit cu Caterina din motive politice. Negocierile au început în 1528. El a vrut legături mai strânse cu conducătorii protestanți germani în scopul de a obține sprijin pentru eforturile sale de reformare și pentru tronul său. De asemenea, prin căsătorie Gustav a obținut legături mai strânse cu tronul Danemarcei, sora mai mare a Caterinei, Dorothea, fiind logodită cu Christian, prințul moștenitor al Danemarcei.
Caterina avea 18 ani când a fost acceptată propunerea lui Gustav și ea a călătorit în Suedia însoțită de mama ei. Căsătoria a avut loc la 24 septembrie 1531. Scurtul mariaj a fost furtunos și a rămas așa și după nașterea fiului și a singurului lor copil, viitorul rege Eric al XIV-lea al Suediei, în 1533.

Caterina nu a învățat niciodată să vorbească suedeză și cum germana soțului ei nu era foarte bună, au avut dificultăți de comunicare și nu au petrecut mult timp împreună. S-a afirmat că regina Caterina nu a fost populară, a fost intrigantă, melancolică și plină de capricii, și că s-a plâns de soțul ei contelui Ioan de Hoya care era căsătorit cu cumnata ei Margareta.
În timpul unei vizite a cumantului ei Christian al III-lea, recent încoronatul rege al Danemarcei (și soțul surorii ei), ea ar fi fost acuzată de Gustav că plănuia să-l omoare. La un bal ea și Christian au căzut în timp ce dansau, lucru care i-a provocat un avort spontan. Ea a murit la scurt timp după plecarea lui Christian, la 23 septembrie 1535, la două săptămâni după căderea ei, și în cele din urmă a fost înmormântată la Catedrala Uppsala după ce Gustav a murit în 1560.